# Synagoge (Rouen)

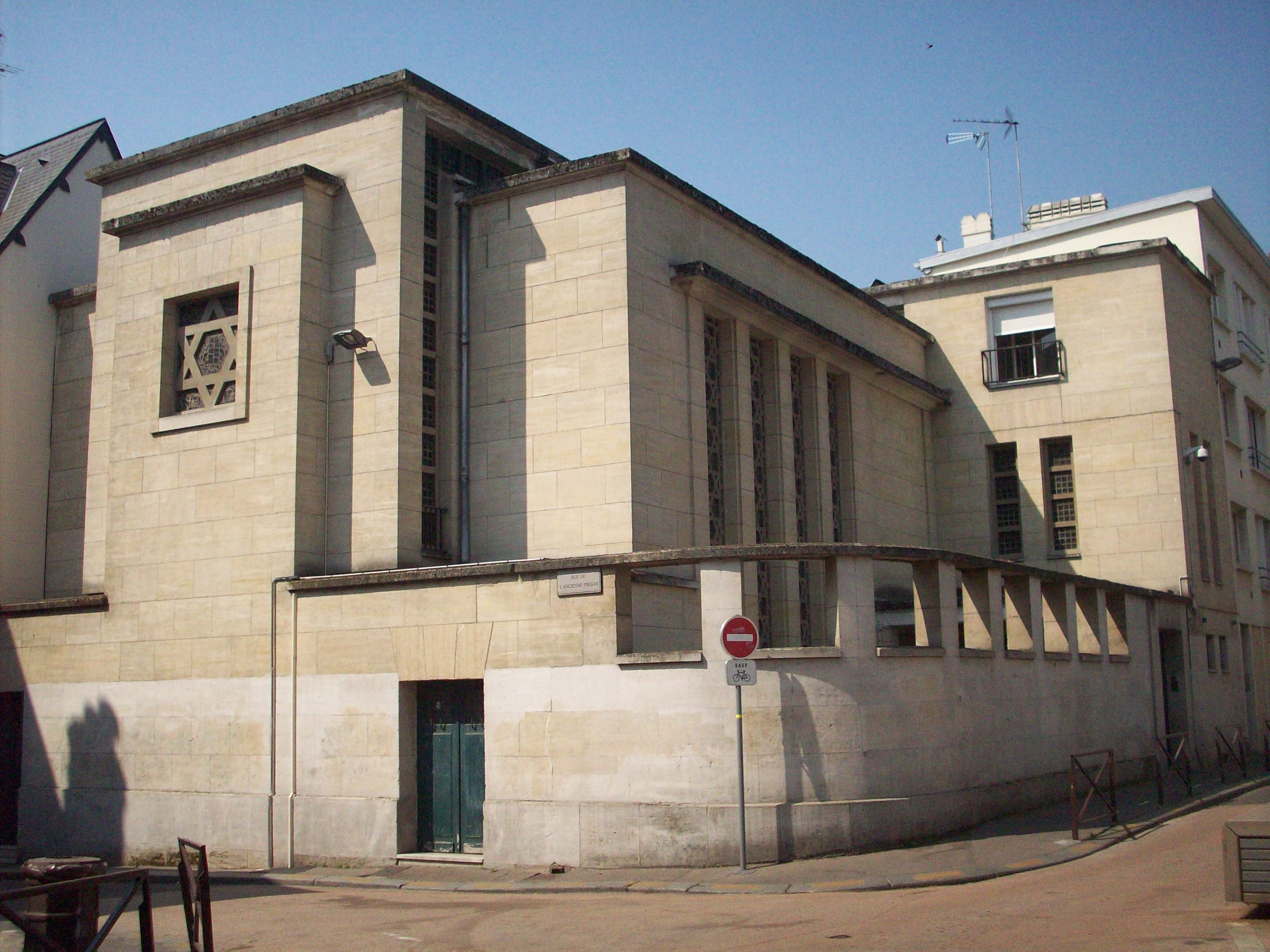
Synagoge in Rouen

Die Synagoge in Rouen, einer Großstadt im Norden Frankreichs und Hauptstadt der Region Normandie, wurde 1950 eingeweiht. Die Synagoge befindet sich in der Rue des Bons-Enfants Nr. 55 an der Stelle der im Zweiten Weltkrieg zerstörten Synagoge.
Die Synagoge wurde nach Plänen des Architekten François Herr erbaut.
Am 17. Mai 2024 versuchte ein Mann, die Synagoge anzuzünden. Als schon Rauch aus den Fenstern des Gebäudes drang, griff die Polizei ein und erschoss den Brandstifter, als dieser sie mit einem Küchenmesser und einer Eisenstange angriff.